# Dzitline Lee Indian Reserve 9
Dzitline Lee Indian Reserve 9 är ett reservat i Kanada.   Det ligger i provinsen British Columbia, i den centrala delen av landet, 3 600 km väster om huvudstaden Ottawa. Dzitline Lee Indian Reserve 9 ligger vid sjön Trembleur Lake.
Trakten runt Dzitline Lee Indian Reserve 9 är nära nog obefolkad, med mindre än två invånare per kvadratkilometer.